# Jacques-Marie-Joseph-François Campet
Jacques-Marie-Joseph-François Campet, francoski general, * 1888, † 1958.